# Список глав Барбадоса

Штандарт президента Барбадоса

Список глав Барбадоса включает лиц, являвшихся главой государства Барбадоса после обретения им независимости в 1966 году, включая правившую королеву и представлявших её генерал-губернаторов, а также избранного президента после провозглашения в 2021 году республиканской формы правления.
В настоящее время главой государства является Президент Барбадоса (англ. President of Barbados). Согласно действующей редакции конституции, президент избирается голосованием членов Сената и Палаты собрания Барбадоса на 4 года с правом однократного переизбрания. В случае вакантности поста обязанности президента исполняет лицо, которое может назначить премьер-министр после консультации с лидером парламентской оппозиции.
Использованная в первом столбце таблиц нумерация является условной. В столбце «Выборы» отражены состоявшиеся выборные процедуры. Для удобства список разделён на принятые в историографии периоды истории страны.

## Период монархии (1966—2021)
30 ноября 1966 года коронная колония Барбадос была провозглашена королевством Содружества. Правящим монархом нового государства стала Елизавета II, которую представляли назначаемые ею генерал-губернаторы (англ. Governor-General of Barbados), осуществлявшие большую часть полномочий монарха, служа его воле. Назначение генерал-губернатора происходило по рекомендации кабинета министров Барбадоса без участия британского правительства. Правовое положение монарха и генерал-губернатора было определено нормами, основанными на Вестминстерском статуте 1931 года.
Елизавета II как правящая королева посещала страну четырежды: с 18 по 20 февраля 1975 года,  с 31 октября по 2 ноября 1977 года, с 28 по 29 октября 1985 года и с 8 по 11 марта 1989 года.
После конституционной реформы по установлению республиканской формы правления последний генерал-губернатор Дама Сандра Прунелла Мейсон была избрана парламентом первым президентом страны, с прекращением полномочий королевы как главы государства.
| Портрет    | Имя (годы жизни)                                                                                             | Полномочия     | Полномочия | Династия                        | Наименование титула | Пр.           |
| Портрет    | Имя (годы жизни)                                                                                             | Начало         | Окончание | Династия                        | Наименование титула | Пр.           |
| ---------- | --- | -------------- | --- | ------------------------------- | --- | ------------- |
|            | Елизавета II (1926—2022) англ. Elizabeth II (урожд. Элизабет Александра Мэри англ. Elizabeth Alexandra Mary) | 30 ноября 1966 | 4 мая 1967 | Виндзоры англ. House of Windsor | Милостью Божьей, Соединённого Королевства Великобритании и Северной Ирландии и других её королевств и территорий королева, глава Содружества, защитница веры англ. By the Grace of God, of the United Kingdom of Great Britain and Northern Ireland and of Her other Realms and Territories Queen, Head of the Commonwealth, Defender of the Faith | [ 12 ] [ 13 ] |
| 4 мая 1967 | Елизавета II (1926—2022) англ. Elizabeth II (урожд. Элизабет Александра Мэри англ. Elizabeth Alexandra Mary) | 29 ноября 2021 | Милостью Божьей, королева Барбадоса и других её королевств и территорий, глава Содружества англ. By the Grace of God, Queen of Barbados and of Her other Realms and Territories, Head of the Commonwealth | Виндзоры англ. House of Windsor | | [ 12 ] [ 13 ] |

### Список генерал-губернаторов Барбадоса
|        | Портрет | Имя (годы жизни)                                                            | Полномочия      | Полномочия      | Пр.           |
| Начало | Портрет | Имя (годы жизни)                                                            | Окончание       |                 | Пр.           |
| ------ | ------- | --------------------------------------------------------------------------- | --------------- | --------------- | ------------- |
| 1      |         | Сэр Джон Монтегю Стоу (1911—1997) англ. John Montague Stow                  | 30 ноября 1966  | 18 мая 1967     | [ 14 ]        |
| 2      |         | Сэр Арли Уинстон Скотт (1900—1976) англ. Arleigh Winston Scott              | 18 мая 1967     | 9 августа 1976  | [ 15 ] [ 16 ] |
| и. о.  |         | Сэр Уильям Рэндольф Дуглас (1921—2003) англ. William Randolph Douglas       | 9 августа 1976  | 17 ноября 1976  | [ 17 ]        |
| 3      |         | Сэр Дейтон Харкорт Лайл Уорд (1909—1984) англ. Deighton Harcourt Lisle Ward | 17 ноября 1976  | 9 января 1984   | [ 18 ]        |
| и. о.  |         | Сэр Уильям Рэндольф Дуглас (1921—2003) англ. William Randolph Douglas       | 10 января 1984  | 24 февраля 1984 | [ 17 ]        |
| 4      |         | Сэр Хью Уоррелл Спрингер (1913—1994) англ. Hugh Worrell Springer            | 24 февраля 1984 | 6 июня 1990     | [ 19 ] [ 20 ] |
| 5      |         | Дама Рут Нита Бэрроу (1916—1995) англ. Ruth Nita Barrow                     | 6 июня 1990     | 19 декабря 1995 | [ 21 ] [ 22 ] |
| и. о.  |         | Сэр Денис Эмброуз Уильямс (1929—2014) англ. Denys Ambrose Williams          | 19 декабря 1995 | 1 июня 1996     | [ 23 ]        |
| 6      |         | Сэр Клиффорд Строн Хасбендс (1926—2017) англ. Clifford Straughn Husbands    | 1 июня 1996     | 2 ноября 2011   | [ 24 ] [ 25 ] |
| и. о.  |         | Сэр Эллиот Фицрой Белгрейв (1931—) англ. Elliott Fitzroy Belgrave           | 2 ноября 2011   | 30 мая 2012     | [ 26 ] [ 27 ] |
| и. о.  |         | Дама Сандра Прунелла Мейсон (1949—) англ. Sandra Prunella Mason             | 30 мая 2012     | 1 июня 2012     | [ 28 ] [ 29 ] |
| 7      |         | Сэр Эллиот Фицрой Белгрейв (1931—) англ. Elliott Fitzroy Belgrave           | 1 июня 2012     | 30 июня 2017    | [ 26 ] [ 30 ] |
| и. о.  |         | Сэр Филип Мэрлоу Гривз (1931—) англ. Philip Marlowe Greaves                 | 1 июля 2017     | 8 января 2018   | [ 31 ]        |
| 8      |         | Дама Сандра Прунелла Мейсон (1949—) англ. Sandra Prunella Mason             | 8 января 2018   | 29 ноября 2021  | [ 28 ] [ 29 ] |

## Республика (с 2021)
30 ноября 2021 года была осуществлена конституционная реформа по установлению республиканской формы правления, в соответствии с которой последний генерал-губернатор Дама Сандра Прунелла Мейсон была избрана парламентом первым президентом страны, с прекращением полномочий королевы как главы государства.
|        | Портрет | Имя (годы жизни)                                                | Полномочия     | Полномочия  | Партия      | Выборы | Наименование должности                          | Пр.           |
| Начало | Портрет | Имя (годы жизни)                                                | Окончание      |             | Партия      | Выборы | Наименование должности                          | Пр.           |
| ------ | ------- | --------------------------------------------------------------- | -------------- | ----------- | ----------- | ------ | ----------------------------------------------- | ------------- |
| 1      |         | Дама Сандра Прунелла Мейсон (1949—) англ. Sandra Prunella Mason | 30 ноября 2021 | действующий | независимая | 2021   | Президент Барбадоса англ. President of Barbados | [ 28 ] [ 29 ] |